# 핀란드 민주공화국
핀란드 민주공화국(핀란드어: Suomen kansanvaltainen tasavalta 수오멘 칸산발타이넨 타사발타[*], 스웨덴어: Demokratiska Republiken Finland 데모크라티스카 레푸블리켄 핀란드[*])은 겨울 전쟁 기간 동안 존재한 소련의 괴뢰국이다. 전 세계에서 소련만 승인한 미승인국이었다. 이오시프 스탈린은 오토 빌레 쿠시넨을 수반으로 내세운 핀란드 민주공화국을 핀란드 정복의 초석으로 삼고자 했다. 겨울전쟁 동안 소련군이 점령한 핀란드령 카렐리야 일부에서 명목상이나마 정부로 기능했다.
소련은 핀란드 민주공화국만이 모든 핀란드인들을 대표하여 전쟁을 끝내고 평화를 바로세울 수 있는 유일한 정통 정부라고 주장했다. 그러나 세계의 나머지가 승인하고 있던 핀란드 공화국 정부가 겨울전쟁에도 무너지지 않자 스탈린의 핀란드 정복 계획은 일단 폐기되었고, 핀란드 민주공화국도 붕괴했다.
보통 테리요키 내각(핀란드어: Terijoen hallitus 테리요엔 할리투스[*])이라고 부르는데, 소련 붉은 군대가 처음 함락시킨 도시 테리요키(현재의 러시아 젤레노고르스크)를 사실상의 수도로 삼았기 때문이다. 괴뢰 수반 쿠시넨의 이름을 따 쿠시넨 내각(핀란드어: Kuusisen hallitus 쿠시센 할리투스[*])이라고도 한다. 핀란드 민주공화국 정부의 정식 명칭은 핀란드 인민내각(핀란드어: Suomen kansanhallitus 수오멘 칸산할리투스[*])였다.

## 탄생
핀란드 민주공화국은 1939년 12월 1일 핀란드의 국경도시 테리요키(오늘날의 러시아 젤레노고르스크)에서 건국을 선포했다. 오토 빌레 쿠시넨이 정부수반인 내각주석직을 맡았다. 나머지 각료들은 핀란드 내전 당시 러시아 SFSR로 도피하던 좌익 핀란드인들 및 소련인들로 채워졌다. 이 건국 선언은 소련의 통신사인 타스(TASS)를 거쳐 다음과 같은 내용으로 배포되었다.
| “ | 인민내각의 현재 구성은 임시정부이다. 나라의 수도인 헬싱키에 도착하는 즉시 재조직될 것이고 노동 최전선의 노동자를 위하고자 하는 여러 정당 및 단체를 받아들여 확장될 것이다. 인민내각의 최종 구성과 그 권력, 행위는 보통-평등-직접-비밀선거의 원칙 하에 선출된 의회의 승인을 거칠 것이다. | ” |

소련 외무인민위원 뱌체슬라프 몰로토프는 11월 30일(핀란드 민주공화국 건국 선언 하루 전이다.) 소련 주재 독일 대사를 불러 “이 정부(핀란드 민주공화국)는 소비에트식이 아니고 민주공화국이 될 것이다. 이 곳에서 소비에트를 세울 사람은 아무도 없다. 다만 레닌그라드의 안보에 관한 합의에 도달할 수 있는 정부가 되기를 바란다.”고 말했다.

## 소련과의 관계

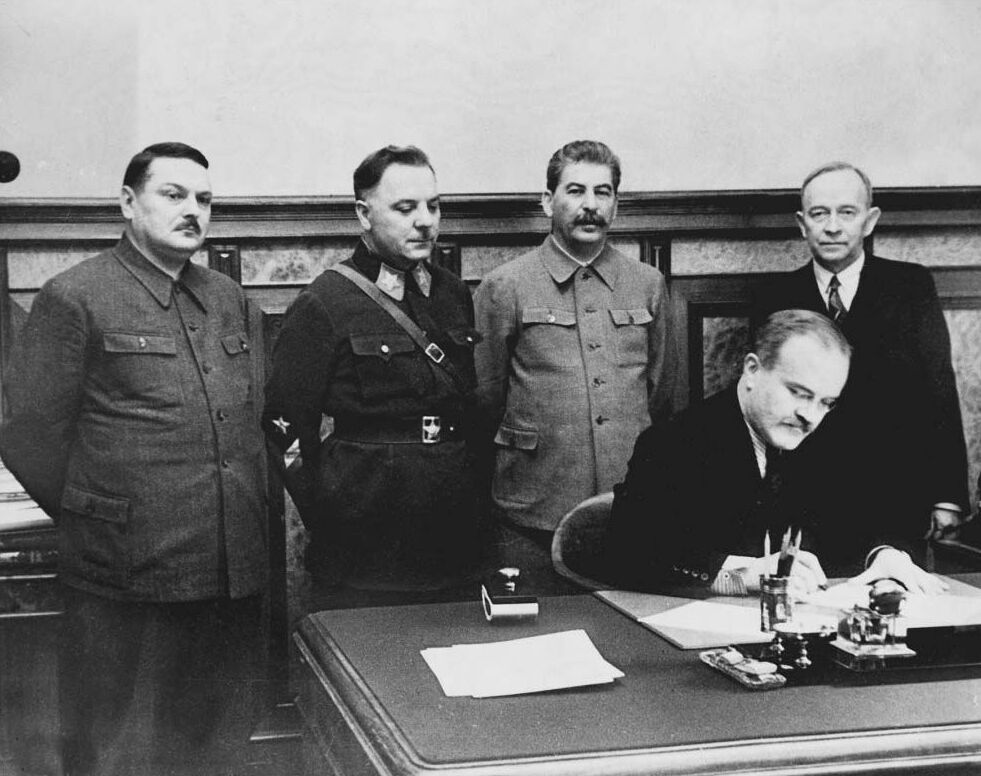
소련과 핀란드 민주공화국 사이의 거래에 날인하는 뱌체슬라프 몰로토프.

인민위원평의회(소련 정부)는 즉시 핀란드의 소위 "인민내각"과 외교관계를 맺었다. 인민내각은 탄생 하루째 되던 날 소련에 항코 반도를 임차, 카렐리야 지협의 영토를 할양, 핀란드만의 섬 하나와 북극해 방면의 칼라스탸사렌토를 판매하는 데 동의했다.
쿠시넨과 몰로토프는 1939년 12월 2일 모스크바에서 상호원조협약과 비밀 의정서에 조인했다. 앞서 1939년 10월에 소련은 비슷한 협약을 핀란드 공화국 정부에 제시했다가 퇴짜를 맞았다. 이번에 새로 써 조인된 협약에서는 소련이 무르만스크 철도를 제외한 동카리알라를 핀란드 민주공화국에 할양하고 그 대신 핀란드 공화국에게 요구해왔던 영토를 받아가기로 했다.
모스크바 협약의 초안은 그보다 열흘 전에 페트로자보츠크에서 소련측의 안드레이 즈다노프와 핀란드 민주공화국 측의 쿠시넨이 조인했다. 몰로토프-쿠시넨 협약은 항코 반도의 조차만 얘기하고 있었고, 주둔시킬 소련군 병력은 별개의 협약에서 정하기로 되어 있었다. 1990년대 이전까지 역사학자들은 이 이면의정서의 존재를 추측만 할 따름이었는데, 1997년 핀란드-러시아 공동조사작업의 결과 러시아의 올레그 르제셉스키 교수가 모스크바 크렘린에서 이면의정서를 발굴해냈다. 의정서 내용은 소련이 1939년 9월-10월에 발트 3국을 합병하며 강요했던 것들과 대동소이했다.

## 멸망
소련의 희망과는 달리 핀란드 민주공화국은 핀란드 노동자들의 지지를 받지 못했다. 오히려 외세의 침략을 마주한 핀란드 사회는 소위 "겨울전쟁 정신"으로 더욱 강하게 단결했다. 또한 핀란드 민주공화국은 소련을 제외한 지구상 어느 국가에게도 정식 국가로 승인받지 못했다. 다만 자와할랄 네루, 조지 버나드 쇼, 마르틴 안데르센 넥쇠, 존 스타인벡 같은 좌파 활동가/작가들이 핀란드 민주공화국에 대한 지지를 표명하기는 했다. 나치 독일에서는 국영신문들이 핀란드 민주공화국을 지지했는데, 독소불가침조약 때문이었다.
스탈린은 소련의 첩보기관을 통해 핀란드 내부의 정치적 사정을 훤히 알고 있었다. 그렇기에 핀란드 민주공화국이 세워진다고 해서 어떠한 혁명적 행동이 일어나거나 핀란드 공화국 정부에 저항하는 민중봉기가 일어나거나 할 것이라고 기대하지 않았다.
쿠시넨의 민주공화국을 승인한 나라는 소련, 그리고 몽골 인민공화국, 투바 인민공화국 뿐이었는데, 그나마 후자 둘은 소련의 괴뢰국이었다.
모스크바 평화 조약으로 핀란드 공화국과 소련이 정전하자 핀란드 민주공화국은 1940년 3월 12일 러시아 소비에트 연방 사회주의 공화국(RSFSR)의 일부인 카렐리야 자치 소비에트 사회주의 공화국(카렐리야 ASSR)에 흡수되어 카렐리야-핀란드 소비에트 사회주의 공화국(K-F SSR)을 형성함과 동시에 1개 공화국으로 승격했다.

## 핀란드 인민내각 각료
| 성명                | 직책                             | 재임기간              | 주석   |
| ------------------- | -------------------------------- | --------------------- | ------ |
| 오토 빌레 쿠시넨    | 인민내각 주석 겸 핀란드 외무장관 | 1939.2.12 – 1940.12.3 | [ 13 ] |
| 마우리츠 로젠베르크 | 인민내각 부주석 겸 재무장관      | 1939.2.12 – 1940.12.3 | [ 13 ] |
| 악셀리 안틸라       | 방위장관                         | 1939.2.12 – 1940.12.3 |        |
| 투레 레헨           | 내무장관                         | 1939.2.12 – 1940.12.3 |        |
| 아르마스 애이키애   | 농무장관                         | 1939.2.12 – 1940.12.3 |        |
| 잉케리 레흐티넨     | 교육장관                         | 1939.2.12 – 1940.12.3 |        |
| 파보 프로코넨       | 카리알라 전담장관                | 1939.2.12 – 1940.12.3 |        |

## 같이 보기
- 핀란드 사회주의 노동자 공화국